# Marietta Piccolomini
Répertoire
Le classicisme et le bel canto italien, notamment :
- La traviata de Giuseppe Verdi
- Poliuto de Gaetano Donizetti
- Lucrezia Borgia de Gaetano Donizetti
- Le nozze di Figaro de Mozart.

Maria Teresa Violante Piccolomini Clementini, connue comme Marietta Piccolomini (née le 5 mars 1834 à Sienne et morte le 11 décembre 1899  à Florence), est une soprano italienne du XIXe siècle.

## Biographie
Marietta Piccolomini est issue d'une famille noble italienne, celle des Piccolomini. Ses parents étaient opposés à sa décision de devenir une chanteuse professionnelle, mais elle réussit à les persuader d'accepter son désir. Dès l'âge de quatre ans, Marietta aimait chanter en duo avec sa mère, amatrice qualifiée qui la confia à Pietro Romani, compositeur, chef d'orchestre et professeur de chant à l'Académie des beaux-arts de Florence. 
À partir de 1848, Marietta Piccolomini reçoit des cours de chant de la mezzo-soprano et contralto Rosina Mazzarelli. Avec l'appui de cette dernière, elle réussit à convaincre son père de l'autoriser à poursuivre cette carrière musicale et à monter sur scène. Elle fit ses débuts à Rome en novembre 1852 dans Poliuto, opera seria en trois actes composé par Gaetano Donizetti sur un livret de Salvatore Cammarano d'après la tragédie Polyeucte de Pierre Corneille. Elle chanta ensuite à Florence dans Lucrezia Borgia, autre opéra de Donizetti.
En 1853, elle se produisit à Pise, où elle chanta Gilda dans Rigoletto, puis à Turin en 1855, dans le rôle de Violetta dans La traviata, rôle avec lequel elle devint célèbre. 
Le 21 mai 1856, elle chante la première britannique de La traviata au Her Majesty's Theatre de Londres. Elle enchaîne successivement avec La Fille du régiment, opéra-comique de Gaetano Donizetti, et Don Pasquale, opéra-bouffe du même compositeur italien.
Le 6 décembre 1856, elle est à Paris et chante dans la première représentation française de l'opéra La traviata de Giuseppe Verdi au Théâtre italien de Paris. L'impératrice Eugénie, n'ayant pu assister à ce spectacle salué par les critiques et le public, ordonna à Toribio Calzado, directeur du théâtre, de donner une représentation supplémentaire pour elle et son mari, Napoléon III. 
En 1857, elle retourna en Angleterre, où elle chanta notamment dans la Lucia di Lammermoor de Donizetti le 5 mai, et ensuite dans Don Giovanni (Zerlina) et Le nozze di Figaro (Susanna), deux opéras de Mozart. Elle poursuivit par une tournée à travers l'Angleterre, l'Écosse, l'Irlande, puis revint sur le continent et continua à travers la Hollande et l'Allemagne.
En 1858, après ses engagements habituels au Her Majesty's Theatre, elle se rendit en tournée aux États-Unis, où  elle demeura jusqu'en 1859. À son retour à Londres, elle apparut dans seize ou dix-sept représentations au théâtre de Drury Lane, y compris sa première interprétation d'Il trovatore de Verdi.
En 1860, au mois d'avril, elle chanta à nouveau et pour la dernière fois au Her Majesty's Theatre dans la première d'Alvina de Fabio Campana (en) (1819–1882), et, au mois de mai, elle se maria à Sienne avec le marquis Francesco Caetani della Fargna (1824-1906). Dès lors, elle arrêta la scène et ne se permit encore que de rares concerts de bienfaisance ou des apparitions de courtoisie. En 1863, quand elle apprit qu'on était en train d'organiser à Londres des représentations au profit de Benjamin Lumley, son ancien imprésario, désormais ruiné, celui qui l'avait lancée sur la scène européenne il y avait sept ans, dans un mouvement de reconnaissance et sans même que personne ne le lui avait demandé, elle s'astreignit à un voyage long et malaisé depuis l'Italie et voulut prendre part aux séances, qui eurent lieu au théâtre de Drury Lane vu la non-disponibilité du Her Majesty's Theatre.
Marietta Piccolomini, devenue depuis longtemps la marquise Caetani della Fargna, mourut d'une pneumonie le 23 décembre 1899 à Florence. Elle fut enterrée au cimetière des Portes Saintes.